# Runowskie
Runowskie – wieś w Polsce, położona w województwie wielkopolskim, w powiecie wągrowieckim, w gminie Wągrowiec. Wchodzi w skład sołectwa Runowo.
W latach 1975–1998 Runowskie administracyjnie należało do województwa pilskiego.
Przed 2023 r. miejscowość była częścią wsi Runowo.